# Como Diz o Outro
Como Diz o Outro é o terceiro álbum de estúdio da banda Crombie, lançado em janeiro de 2016 com produção musical de Daniel Maia.

## Recepção
| Críticas profissionais | Críticas profissionais |
| Avaliações da crítica  | Avaliações da crítica  |
| Fonte                  | Avaliação              |
| ---------------------- | ---------------------- |
| Catavento              | (desfavorável)         |
| Super Gospel           | [ 2 ]                  |
| Apenas Música          | (favorável)            |

Como Diz o Outro recebeu críticas mistas. Por meio do Catavento, o jornalista Rafael Porto se pôs desfavoravelmente ao disco, afirmando que a obra alterna momentos bons e ruins numa aposta de "MPB de FM". "Apostar em uma aproximação com a MPB rasa das rádios é produzir algo que nasce perecível. É investir em um disco que pouco acrescenta à própria discografia da banda. É obsolescência musical programada", disse o autor.
Em outra crítica, no Super Gospel, o disco recebeu avaliação favorável, com destaque à música "Cores". Da mesma forma, o Apenas Música considerou o disco mais maduro.

## Faixas
1. "Na Superfície"
2. "Vai Saber por que"
3. "Insatisfação"
4. "Cores"
5. "Fuga"
6. "De Novo"
7. "Da Rotina"
8. "Impasse"
9. "Sobre a Saudade"